# Œuf aux douze monogrammes
L'œuf aux douze monogrammes est un œuf de Pâques fabriqué sous la supervision du joaillier russe Peter Carl Fabergé en 1896 pour le tsar Nicolas II de Russie. Il est présenté par Nicolas II à sa mère, l'impératrice douairière Maria Feodorovna. L'œuf est le deuxième œuf de Fabergé jamais offert par Nicolas II à sa mère comme cadeau de Pâques. 
Cet œuf est l'un des quatre commémorant le tsar Alexandre III. Les trois autres sont les œufs manquants de l'Empire Néphrite (1902) et de l'œuf commémoratif d'Alexandre III (en) (1909), et l'œuf d'Alexandre III équestre (en) (1910). 
Il est actuellement conservé au Hillwood Museum à Washington, DC, dans le cadre de la Marjorie Merriweather Post Collection. 

## Description
Chaque panneau de l'œuf contient un chiffre cyrillique d'Alexandre III et de Maria Fedorovna, serti et couronné de diamants sur un émail bleu foncé avec un dessin en or rouge, des diamants taille rose, diamants taille portrait et une doublure en velours. Il est recouvert de six panneaux séparés chacun par des bandes serties de diamants taille rose et décorés de la couronne impériale et des monogrammes impériaux (MF) "Maria Fyodorovna" et (AIII) "Alexander III". Chaque monogramme apparaît six fois, avec le monogramme de Maria apparaissant sur la moitié supérieure de l'œuf et celui d'Alexandre en bas. 

## Identification
Un œuf de Fabergé prétendument manquant, connu d'après sa description sous le nom d'œuf de portraits d'Alexandre III, était auparavant considéré comme l'œuf de Pâques impérial de 1895 dans la série Maria Feodorovna. 
Cependant, après la redécouverte en 2012 de l'œuf en émail bleu à nervures (en) de 1887, et la réaffectation de l'œuf à la pendulette à serpent (en) en tant qu'œuf de Pâques impérial de 1895, il est devenu clair que l'œuf de Pâques impérial « manquant » identifié dans la série comme l'oeuf de portraits d'Alexandre III était en réalité l'œuf aux douze monogrammes existant de 1896,,. 
L'œuf aux douze monogrammes de 1896 est conservé au Hillwood Museum de Washington, DC. 

## Surprise
La surprise contenue initialement dans cet œuf manque. On pense que cet œuf contenait six miniatures d'Alexandre III peintes sur fond d'ivoire et montées de saphirs.